# A. G. Cook
A. G. Cook, pseudonimo di Alexander Guy Cook (Londra, 23 agosto 1990), è un musicista inglese.

## Biografia
Alexander Guy Cook nacque a Londra il 23 agosto del 1990, ed è il figlio di  Yael Reisner e Sir Peter Cook, entrambi architetti. Quando era adolescente, si appassionò di informatica, iniziò ad adottare il software GarageBand, e a registrare i brani di amici che frequentavano il panorama indie londinese durante la metà degli anni 2000. Studiò nella London King Alfred School dove fece la conoscenza di GFOTY e Danny L Harle; assieme a quest'ultimo, Cook fondò il duo Dux Content/Dux Kidz.
Durante il mese di giugno del 2013, Cook fondò la PC Music, un'etichetta discografica alternativa che qualcuno definì "il futuro della musica pop" e che riuscì a ottenere una certa attenzione su Internet. Nel 2015, la PC Music inaugurò una partnership con la Columbia destinata a perdurare per un solo anno. Nello stesso lasso di tempo, Cook divenne il direttore creativo e produttore della cantante britannica Charli XCX.
Dopo aver composto l'EP Lifeline, uscito nel mese di giugno del 2020 e attribuito a DJ Lifeline, Cook pubblicò due mesi più tardi 7G, composto da sette dischi per un totale di quarantanove brani che includono delle cover di Caroline Polachek, Hannah Diamond, Alaska Reid e del rapper Tommy Cash. Cinque settimane dopo, Cook licenziò Apple, definito dal lui "un secondo album di debutto".

## Discografia

### Da solista

#### Album in studio
- 2020 – 7G
- 2020 – Apple
- 2024 – Britpop

#### Singoli ed extended play
- 2013 – 	Nu Jack Swung
- 2014 – Keri Baby (con Hannah Diamond)
- 2014 – Beautiful
- 2015 – Drop FM (con Hannah Diamond)
- 2016 – Superstar
- 2017 – Money on a Gold Plate/Cos I Love U
- 2019 – Lifeline
- 2020 – Oh Yeah
- 2020 – Xxoplex
- 2020 – Beautiful Superstar
- 2020 – The Darkness (con Sarah Bonito e Hannah Diamond)
- 2020 – Xcxoplex (con Charli XCX)
- 2021 – 2021 (Umru Remix)

### Nei gruppi
Nei Dux Content

#### Album in studio
- 2013 – Lifestyle

#### Singoli ed extended play
- 2012 – Nightspeeder (con William come Dux Kidz)
- 2012 – Moose (con Moose come Dux Kidz)
- 2012 – Party on My Own (con Raffy come Dux Kidz)
- 2013 – Like You
- 2015 – Snow Globe